# Camp militaire Lukusa
Pour les articles homonymes, voir Lukusa.
Le Camp militaire de Lukusa est un centre d'entraînement des Forces armées de la république démocratique du Congo (FARDC), il est situé dans la commune de la Lubunga, à Kisangani, sur la rive gauche du Fleuve Congo.

## Histoire
Kisangani, 16 février 2012 – Une cérémonie de remise officielle des bâtiments réhabilités du centre de formation du camp de Lukusa a eu lieu mercredi 15 fevrier a Kisangani, la capitale de la Province Orientale actuelle Tshopo. La cérémonie s'est déroulée en présence d'eminentes personnalités militaires et civiles, y compris, cote congolais, l'Amiral Damas Kabulo, Secrétaire général du ministère de la Défense et des Anciens combattants. La Mission de l'Organisation des Nations unies pour la stabilisation en république démocratique du Congo (MONUSCO) était, quant a elle, représentée par le Commandant de la Force, le Général de Corps d'Armée, Prakash Chander, et du chef de Bureau de la MONUSCO à Kisangani, Helder de Barros. Il y avait également la présence notable du directeur de l'Organisation internationale pour les migrations (OIM) en RDC, Michael Tschanz, de l'ambassadeur du Canada en RDC, et d'une représentante de l'ambassade de Grande-Bretagne.
A l'origine du projet, une demande officielle en date du 14 avril 2010 du ministère congolais de la Défense auprès de la Mission de l'ONU au Congo (MONUC), aujourd'hui MONUSCO, pour son appui dans la réhabilitation du centre d'entraînement Lukusa. Basé dans la commune Lubunga sur la rive gauche du fleuve Congo, ce camp est actuellement un centre de brassage pour les ex-combattants des divers groupes rebelles que compte la RDC, avant leur intégration dans l'armée régulière des Forces armées de la RDC (FARDC).
Conformément aux instructions définies dans les résolutions 1856 et 1925 du Conseil de sécurité des Nations Unies, la MONUSCO s'est engagée à assister le gouvernement congolais dans la phase initiale de réforme du secteur de la sécurité pour l'aider à établir une force armée crédible et disciplinée.
Selon le Général de Division Moya, coordinateur de la cellule études et formation au sein des FARDC, ce camp d'entraînement sert, en un premier temps, de remise à niveau de trois bataillons de police militaire. Il devra servir a l'avenir d'école d'entraînement et de formation militaire pour la partie Est de la RDC. Une école du même type existe déjà dans la partie Ouest du pays, notamment à Kitona dans la province du Bas-Congo.
Le projet, exécuté par l'OIM, est financé conjointement par les gouvernements canadien et britannique à hauteur de près d'un million et demi de dollars américains. L'exécution s'est faite sous la supervision d'un comité technique exécutif qui a regroupé des représentants de la MONUSCO, des FARDC et de l'OIM.
Les travaux, entamés début novembre 2010, seront parachevés fin mars 2012. Ils ont notamment consisté dans la réhabilitation de cinq dortoirs, d'un bâtiment de commandement, d'un réfectoire ainsi que la construction de six blocs sanitaires, sept salles de classe et d'une cuisine.

## Formations spécialisées
En septembre 2023, au camp Lukusa, sur la rive gauche de Lubunga, dans la vibrante ville de Kisangani, s'est déroulé une transformation silencieuse mais cruciale. Les jeunes citoyens, également connus sous le nom de "LIKILI", subissent une formation militaire intensive dans le but de devenir les gardiens forts et dévoués de la sécurité nationale. Cependant, derrière ce noble objectif se cachent des défis criants, qui appellent à une attention urgente.
En plus, ils réclament des visites régulières des représentants du gouvernement au centre de formation. Ces visites serviraient non seulement à évaluer leurs conditions de vie, mais aussi à les encourager dans leur passion pour servir la nation et à renforcer leur détermination. Il est à signaler que la formation de ces jeunes citoyens est d’une importance capitale pour la sécurité nationale. Leur sacrifice mérite une réponse adéquate, et il est temps pour le gouvernement de répondre à cet appel pressant pour garantir leur bien-être et leur préparation optimale. La nation congolaise dépend de la force et de la détermination de ses défenseurs, et il est de notre devoir de veiller à ce qu’ils soient prêts à relever ce défi vital.
En novembre 2015, 156 recrues des Forces armées de la RDC (FARDC) sont cantonnées au centre de regroupement provisoire du camp Lukusa en attendant leur orientation vers les différents centres d’instruction de l’armée.
En attente de leur acheminement aux différents centres d’instruction, ils apprennent des notions préliminaires notamment sur les règlements militaires. Au total, 1 314 recrues ont été enrôlées dans la province de la Tshopo et du Bas Uélé depuis le début de l’opération de recrutement lancé par l’armée il y a environ trois mois.
En janvier 2023, plus de 700 militaires du nouveau bataillon très connu sous le nom "Tigre" ont achevé leur formation et sont dorénavant prêts à être déployés sur les lignes de front. Ils ont passé plus de trois mois au centre d'instruction militaire de Lukusa à Kisangani dans la province de la Tshopo et au moins 9 semaines de formation complémentaire au centre de Rwampara à Bunia, dans la province troublée de l'Ituri.

## Controverse
En décembre 2020, les militaires en formation au camp militaire Lukusa dans la commune de Lubunga vivent dans des conditions inhumaines, lors d'un point de presse tenu mardi, 22 décembre 2020 sur la place des martyrs, le mouvement citoyen lutte pour le changement a manifesté son indignation face à ce traitement inhumain.